# Брюс, Уильям, 3-й лорд Аннандейл
Уильям (III) де Брюс (англ. William de Brus; умер 16 июля 1211 или 1212) — англо-шотландский аристократ, 3-й лорд Аннандейл, второй сын Роберта (II) де Брюса, 2-го барона Аннандейла, от брака с Евфимией. Из-за ранней смерти бездетного брата Роберта Уильям унаследовал родовые владения Брюсов в Северной Англии и Шотландии. Судя по всему, он не играл заметной роли в английской и шотландской политике. Его имя упоминается в английских казначейских свитках 1194—1211 годов. Также Уильям засвидетельствовал одну хартию шотландского короля Вильгельма I Льва.

## Происхождение
Роберт происходил из рода Брюсов, который имел нормандские корни. Родоначальником данного рода долгое время считался нормандец Роберт де Брюс, который якобы участвовал в битве при Гастингсе, после чего получил владения в Англии, но в настоящее время эта версия считается сомнительной. Первым достоверно известным предком династии сейчас считается Роберт (I) де Брюс, происходивший из Брикса (к югу от Шербура). Он был союзником будущего короля Генриха I, который, получив в 1106 году английскую корону, даровал Роберту обширные владения в Йоркшире: сначала 80 поместий, которые в основном были сосредоточены в уэпентейке Кларо, а позже ещё 30 поместий около Скелтона. В дальнейшем владения ещё увеличились за счёт пожалования поместий в Харте и Хартнессе (графство Дарем). Кроме того, Роберт был хорошо знаком с будущим шотландским королём Давидом I, который, получив корону, даровал Роберту Аннандейл в Шотландии.
Роберт (I) оставил двух сыновей, из которых старший, Адам, стал родоначальником старшей (Скелтонской) ветви, а младший, Роберт (II), унаследовавший Аннандейл и некоторые владения в Йоркшире и Дареме — шотландской. Он женился на Евфимии, племяннице графа Вильгельма Омальского. Не установлено, кто конкретно были её родители. По версии историка Кэтрик Кит-Роэн её отцом мог быть Ангерран, брат Вильгельма, однако неясно, по какой причине исследовательница выбрала именно его среди нескольких братьев. Также Евфимия могла быть дочерью Матильды Омальской, сестры Вильгельма, которая была замужем за Жераром де Пикиньи, у которого известна дочь по имени Евфимия, в честь которой могли назвать дочь. В этом браке родилось 3 или 4 сыновей, вторым из которых был Уильям.

## Биография
Старший брат Уильяма, Роберт III де Брюс, умер раньше отца, не оставив наследников, поэтому после смерти Роберта II Брюса его владения и титулы унаследовал Уильям. Поскольку в казначейских свитках за 1194 год указаны и отец, и его наследник, то предполагается, что Роберт умер в 1194 году.
О биографии Уильяма известно не очень много. Согласно казначейским свиткам, он неохотно оплачивал карательные налоги, которые вводили для баронов английские короли Ричард I Львиное Сердце и Иоанн Безземельный. К сентябрю 1194 года Уильям выплатил 10 шиллингов в качестве щитового сбора в Камберленде, который Ричард I наложил на английскую знать для проведения своей второй коронации 17 апреля 1194 года. После этого его имя неоднократно появляется в казначейских свитках. В 1197 году он должен был заплатить 209 фунтов, но выплатил только 27, для чего взял в долг у еврея Аарона 40 фунтов. Кроме того, он откупился, чтобы избежать службы во Франции. При этом когда в 1199 году король Иоанн Безземельный потребовал от Уильяма уплатить щитовой сбор в Камберленде для своей коронации, то в казначейских свитках указано, что «Адам де Брюс отчитывается за фьефы, которые принадлежали Роберту де Брюсу» в Йоркшире. Здесь очевидная ошибка (повторённая и в записях 1200 года), поскольку Адам де Брюс (родственник Уильяма) умер в 1196/1197 году. Только в 1201 году ошибка была исправлена и был указан Уильям де Брюс, а не Адам. В 1209 году Уильям частично погасил задолженность английскому королю Иоанну Безземельному, внеся 25 фунтов.
Уильям засвидетельствовал одну хартию шотландского короля Вильгельма I Льва, в которой тот подтвердил, что Роберт II Брюс предоставил церковную власть в Аннандейле монастырю Гисборо. Также Брюс был благотворителем аббатства Мелроуз.
В 1198 году Уильям заложил свои владения в Хартнессе в качестве гарантии при обмене земель, а в 1201 году заплатил 20 марок, чтобы помочь горожанам Хартлпула устроить ярмарку и рынок.
Судя по всему, Уильям не играл заметной роли в английской и шотландской политике, однако он, вероятно, после заключённого в Норхэме в августа 1209 года договора предоставил своего второго сына Уильяма в качестве заложника Иоанну Безземельному, поскольку 13 июня 1213 года английский король велел Питеру де Брюсу, барону Скелтона, вернуть того Роберту де Брюсу, наследнику умершего к тому моменту Уильяма.
Последний раз Уильям упоминается живым в 1211 году, когда выплатил английскому королю долг в 7 фунтов 9 шиллингов и 8 пенсов. Согласно некрологу, он умер 16 июля. Поскольку в июне 1213 года он уже был мёртв, то годом его смерти был или 1211, или (скорее) 1212.

## Брак и дети
Жена: Кристина. О ней известен только тот факт, что она была сестрой Евы, второй жены Роберта де Куинси. Дети:
- Роберт (IV) де Брюс (умер около 1 апреля 1245), 4-й лорд Аннандейл с 1211/1212[3][6][7].
- Уильям (IV) де Брюс[3][7].
- Джон де Брюс[7].
- (?) Евфемия Брюс; муж: Патрик II (умер в 1248), граф Данбар с 1232[6].

После смерти мужа Кристина вторично вышла замуж за Патрика I, графа Данбара (1152 — 31 декабря 1232).